# Aphidius santolinae
Aphidius santolinae är en stekelart som först beskrevs av Michelena och Sanchis 1995.  Aphidius santolinae ingår i släktet Aphidius och familjen bracksteklar. Inga underarter finns listade i Catalogue of Life.